# Emil Dönges
Georg Hermann Emil Dönges (* 2. September 1853 in Becheln; † 7. Dezember 1923 in Darmstadt) war ein deutscher Prediger, Autor und Verleger der Brüderbewegung.

## Leben
Dönges war der zweite Sohn des Volksschullehrers Philipp Dönges (1825–1890) und seiner Frau Adolfine geb. Knab (1826–1917). In der Wohnung von Philipp Dönges kamen die Pfarrer und Lehrer der Umgebung regelmäßig zu Bibelstunden zusammen. Auch seine Kinder versuchte er betont christlich zu erziehen.
Emil Dönges wurde bis zu seinem 16. Lebensjahr von seinem Vater unterrichtet, danach besuchte er die Höhere Bürgerschule in Bad Ems und schließlich die Realschule I. Ordnung in Elberfeld, wo er 1874 das Abitur ablegte. Während der Elberfelder Zeit machte er mit den Kreisen der Brüderbewegung Bekanntschaft, insbesondere mit Julius Löwen, dessen Söhnen er Nachhilfeunterricht erteilte und der ihm einige Schriften aus dem Verlag von Carl Brockhaus zu lesen gab. Zu deren Lektüre kam Dönges allerdings erst während eines anschließenden 18-monatigen Englandaufenthalts, der der Verbesserung seiner Sprachkenntnisse dienen sollte. Dönges arbeitete in dieser Zeit als Hauslehrer in der Grafschaft Herefordshire und kam mit den Quäkern, den „offenen Brüdern“ und den „geschlossenen Brüdern“ in Kontakt. Letzteren schloss er sich dauerhaft an.
Ab 1876 studierte Dönges (unterbrochen von einem Parisaufenthalt im Frühjahr 1878) an der Universität Marburg Englisch und Französisch für das höhere Lehramt; 1879 schloss er sein Studium mit Staatsexamen und Promotion ab. Danach wirkte er zweieinhalb Jahre als „erster wissenschaftlicher Hülfslehrer“ am Gymnasium in Burgsteinfurt.
Bereits während seines Studiums hatte Dönges begonnen, in verschiedenen Brüdergemeinden Predigt- und Evangelisationsaufgaben wahrzunehmen. 1882 entschloss er sich, seinen Beruf aufzugeben und sich ganz der geistlichen Tätigkeit zu widmen. Von 1884 bis 1886 arbeitete er in Elberfeld im Verlag von Carl Brockhaus und beteiligte sich an der Durchsicht der Elberfelder Bibel; bereits 1880–83 war bei Brockhaus seine dreibändige Übersetzung und Bearbeitung der Kirchengeschichte von Andrew Miller erschienen. 1886 zog Dönges nach Frankfurt am Main, wo er ein Jahr später Anna Maria Catharina Kirch (1855–1934) heiratete, mit der er neun Kinder hatte (zwei ihrer Söhne fielen im Ersten Weltkrieg).
1888 begann Dönges – neben seiner ausgedehnten Predigttätigkeit – mit der Herausgabe der evangelistischen Zeitschrift Gute Botschaft des Friedens. 1891 folgte das illustrierte Sonntagsschulblatt Der Freund der Kinder (das bis heute erscheint), 1911 die Bibelstudienzeitschrift Gnade und Friede. Hinzu kamen verschiedene Kalender, Broschüren und Bücher, darunter eine umfangreiche Auslegung der Offenbarung. Im Vergleich zu den Veröffentlichungen des R. Brockhaus Verlags, der unter den deutschen „geschlossenen Brüdern“ die führende Rolle spielte, waren die Schriften Dönges’ stärker evangelistisch ausgerichtet und wurden auch von Christen außerhalb der Brüderbewegung mehr wahrgenommen. Dönges galt wie Georg von Viebahn als Vertreter einer „milderen Richtung“ des „Darbysmus“ und arbeitete auch mit Christen anderer Konfessionen zusammen, z. B. im Bibelbund, im CVJM, in der DCSV oder bei gemeinsamen Veranstaltungen.
1899 zog Dönges mit seiner Familie nach Darmstadt und übernahm gleichzeitig die Leitung der „Christlichen Anstalt für Schwachsinnige“ in Schmalkalden-Aue (bis 1920). Er starb im Alter von 70 Jahren an einem Herzleiden.

## Schriften (Auswahl)
- Die Baligantepisode im Rolandsliede (Diss. Marburg 1879)
- Zeichen der Zeit. Betrachtungen (1897)
- Biblische Namen in deutscher Übersetzung (1907)
- Zwei Sänger von Gottes Gnaden: Paul Gerhardt und K. Johann Philipp Spitta (1908)
- Biblische Fragen und Antworten (1912)
- Die göttliche Eingebung (Inspiration) der Heiligen Schrift (1913)
- Die Feste Jehovas im Lichte des Evangeliums (1913)
- „Was bald geschehen muß“. Betrachtungen über die Offenbarung Jesu Christi (1913)
- (mit Otto Kunze:) Leitfaden für den biblischen Unterricht in der Sonntagsschule und zu Hause (o. J.)